# Fontanelice
Fontanelice (en romanyol: Funtâna) és un comune (municipi) de la Ciutat metropolitana de Bolonya (antiga província de Bolonya), a la regió italiana d'Emília-Romanya, situat uns 30 km al sud-est de Bolonya.
L'1 de gener de 2018 tenia 1.944 habitants.
Fontanelice limita amb els següents municipis: Borgo Tossignano, Casalfiumanese, Casola Valsenio i Castel del Rio.

## Evolució demogràfica
| Gràfica d'evolució demogràfica de Fontanelice entre 1861 i                         |
|                                                                                    |
| Font: Istituto Nazionale di Statistica (ISTAT) - Elaboració gràfica de Viquiupèdia |